# Вадо Чентро (Савона)
Вадо Чентро је насеље у Италији у округу Савона, региону Лигурија.
Према процени из 2011. у насељу је живело 5276 становника. Насеље се налази на надморској висини од 9 м.